# Микитишин Федір Іванович
Федір Іванович Микитишин (псевдо: «Вихор I»; 1927 ?, с. Перерісль Надвірнянського повіту Станиславівського воєводства (нині — Надвірнянського р-ну Івано-Франківської обл.) — 22 березня 1947, там же) — командир  сотні «Бистрі», політвиховник куреня «Сивуля», лицар Бронзового хреста бойової заслуги УПА.

## Життєпис
Народився в с. Перерісль Надвірнянського повіту Станиславівського воєводства. Після сільської школи навчався у Станиславівській торгівельній школі. Тоді ж вступає в ОУН. Після викриття мережі покинув навчання і перейшов у підпілля. 
Влітку 1943 р. пройшов військовий вишкіл у сотні «Трембіта» куреня УНС «Гайдамаки» на Долинщині. В серпні 1944 р. — чотовий сотні «Верховинці» командира «Іскри» групи «Чорний Ліс». 
У 1945 р. — командир  сотні «Бистрі» куреня «Сивуля». 
Наказом ГВШ УПА ч. 1/46 від 15 лютого 1946 р. старший булавний «Вихор І» підвищений до звання поручника. 
В 1946 р. призначений політвиховником куреня «Сивуля». Восени того ж року переведений до теренової сітки ОУН, ймовірно — референтом пропаганди надвірнянського районного проводу ОУН. Загинув у рідному селі, де й похований.

## Нагороди
- Згідно з Наказом Крайового військового штабу УПА-Захід ч. 18 від 1.03.1946 р. старший булавний УПА, командир сотні «Бистрі» куреня «Сивуля» Федір Микитишин – «Вихор 1» нагороджений Бронзовим хрестом бойової заслуги УПА

## Вшанування пам'яті
- 21.11.2017 р. від імені Координаційної ради з вшанування пам’яті нагороджених Лицарів ОУН і УПА у с. Зелена Надвірнянського р-ну Івано-Франківської обл. Бронзовий хрест бойової заслуги УПА (№ 030) переданий Анні Микитишин, сестрі Федора Микитишина – «Вихора 1»